# 53 Kalypso

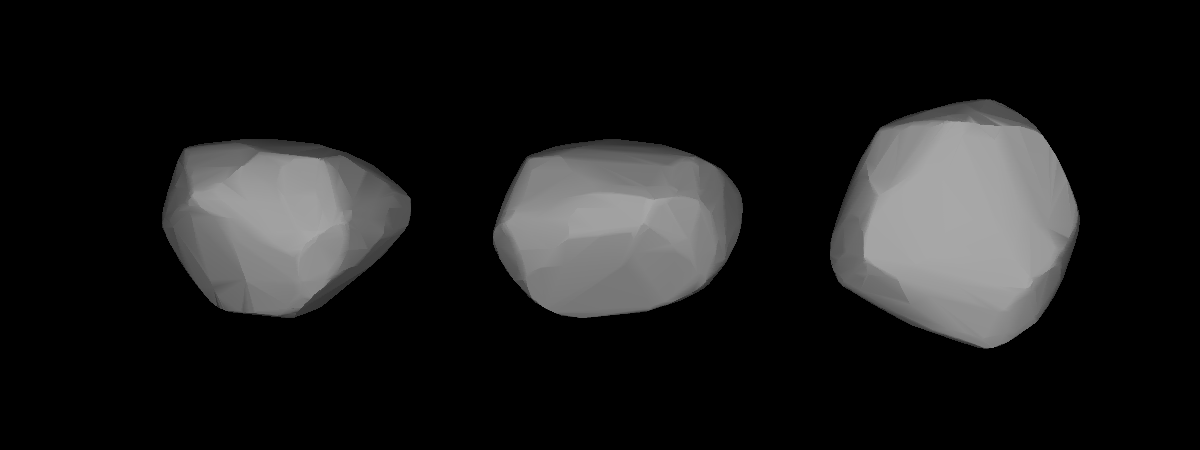
53 Kalypso

För andra betydelser, se Kalypso (olika betydelser).
53 Kalypso eller 1951 CD2 är en asteroid upptäckt 4 april, 1858 av den tyske astronomen R. Luther i Düsseldorf. Asteroiden har fått sitt namn efter Kalypso, en figur inom grekisk mytologi.
En av Saturnus trojanska månar bär också namnet Calypso.